# La Verrière
Cet article possède des paronymes, voir Verrières, Verrières-le-Buisson et La Grande-Verrière.
Pour les articles ayant des titres homophones, voir Laverrière (homonymie).
La Verrière est une commune française située dans le département des Yvelines en région Île-de-France.

## Géographie

### Situation
La commune de La Verrière se trouve à 26 km au sud ouest de Paris. La Verrière est située à une altitude moyenne d'environ 171 mètres.

### Communes limitrophes
Les communes limitrophes en sont Élancourt au nord-est, Le Mesnil-Saint-Denis au sud-est, Coignières à l'ouest et Maurepas au nord-ouest.

### Organisation urbaine

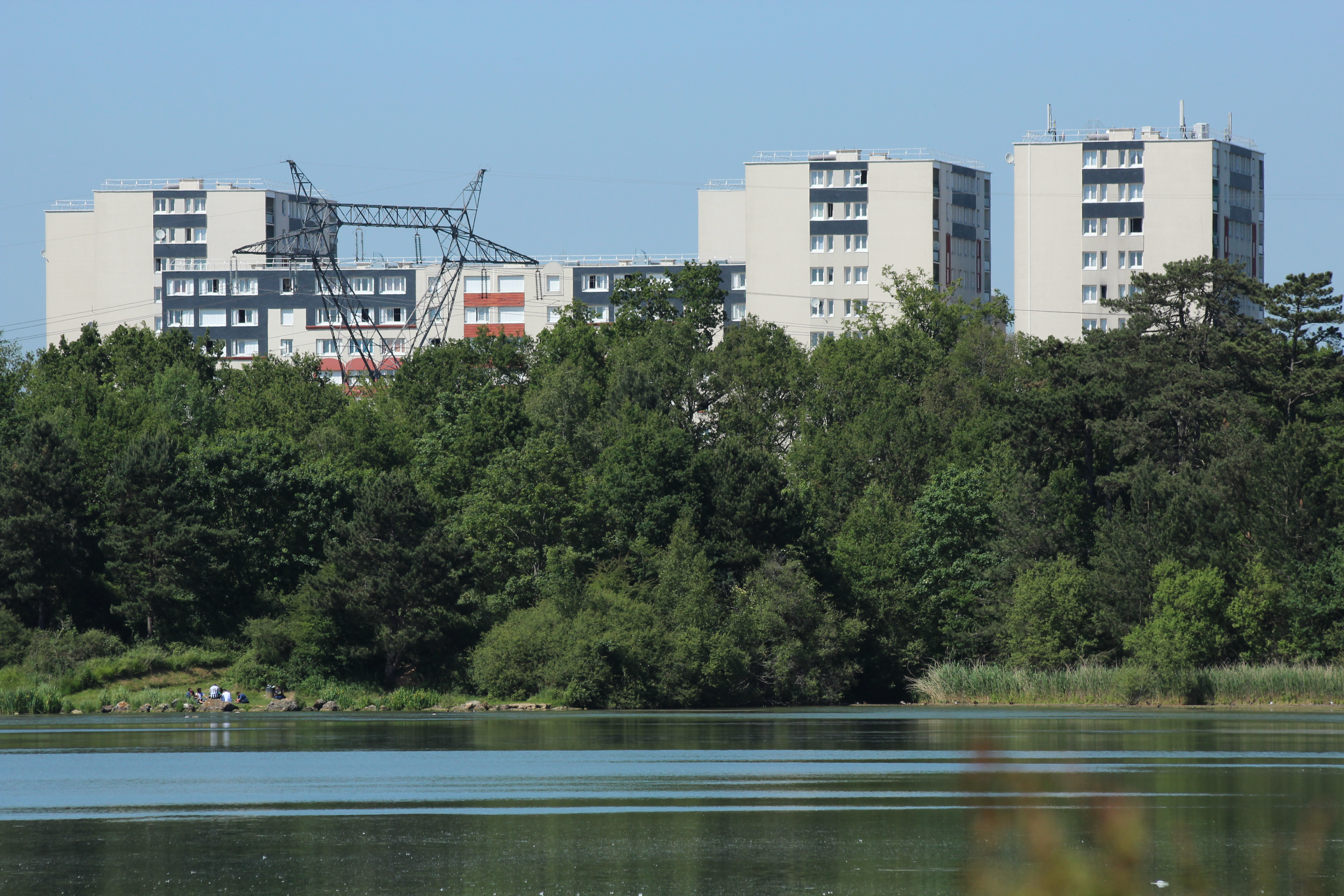
Étang des Noës et quartier du Bois de l'Étang.

La commune est composée de trois parties relativement distinctes : au sud, à proximité du Mesnil-Saint-Denis, un quartier pavillonnaire dont la majeure partie des habitations a été construite entre les années 1930 à 1960 ; au nord-est, également des pavillons enserrant les bâtiments administratifs (hôtel de ville, police municipale, caisse d'assurance maladie, chapelle, centre de loisirs) avec, à l'extrême est, le quartier du Bois de l'Étang composé de HLM des années 1970 et où se trouve le cimetière ; enfin, à l'ouest, séparée du village par le parc du château devenu l'institut Marcel-Rivière, une zone d'activité appelée Orly-Parc, en bordure de la route nationale 10.

### Transports et voies de communications

#### Réseau routier
Le territoire communal est bordé au nord par la route nationale 10 (Paris - Espagne) et à l'est par la route départementale 58 qui mène, vers le nord, à Élancourt et, vers le sud, au Mesnil-Saint-Denis et à Dampierre-en-Yvelines. La route départementale 13 traverse la partie ouest de la commune menant, vers le nord puis le nord-ouest, à Montfort-l'Amaury et, vers le sud, également au Mesnil-Saint-Denis puis à Chevreuse.

#### Desserte ferroviaire

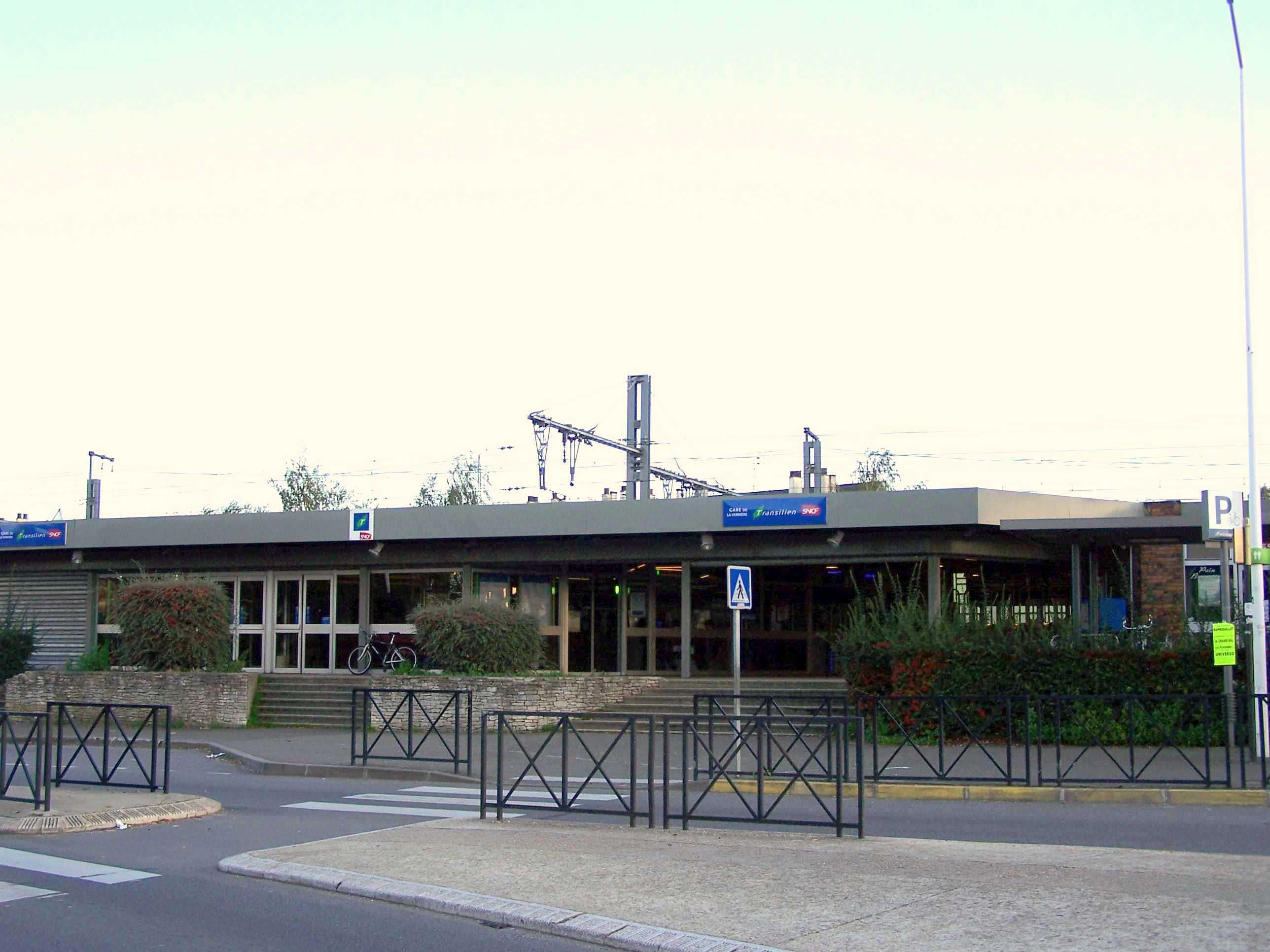
La gare de La Verrière en novembre 2006.

La commune possède sa propre gare nommée La Verrière.
La gare est desservie par la ligne N Rambouillet - Paris Montparnasse et par la ligne U La Verrière - La Défense.

#### Bus
La commune est desservie par les lignes 402, 410, 411, 412, 415, 416, 417, 431 et 448 du réseau de bus de Saint-Quentin-en-Yvelines, par la ligne 61 du réseau de bus Centre et Sud Yvelines et, la nuit, par la ligne N145 du réseau Noctilien.

### Climat
Pour des articles plus généraux, voir Climat de l'Île-de-France et Climat des Yvelines.
En 2010, le climat de la commune est de type climat océanique dégradé des plaines du Centre et du Nord, selon une étude du CNRS s'appuyant sur une série de données couvrant la période 1971-2000. En 2020, Météo-France publie une typologie des climats de la France métropolitaine dans laquelle la commune est exposée à un climat océanique altéré et est dans la région climatique  Sud-ouest du bassin Parisien, caractérisée par une faible pluviométrie, notamment au printemps (120 à 150 mm) et un hiver froid (3,5 °C).
Pour la période 1971-2000, la température annuelle moyenne est de 10,8 °C, avec une amplitude thermique annuelle de 14,8 °C. Le cumul annuel moyen de précipitations est de 669 mm, avec 11,1 jours de précipitations en janvier et 8 jours en juillet. Pour la période 1991-2020, la température moyenne annuelle observée sur la station météorologique la plus proche, située sur la commune de Trappes à 4 km à vol d'oiseau, est de 11,6 °C et le cumul annuel moyen de précipitations est de 686,3 mm,. Pour l'avenir, les paramètres climatiques de la commune estimés pour 2050 selon différents scénarios d'émission de gaz à effet de serre sont consultables sur un site dédié publié par Météo-France en novembre 2022.
| Mois                                  | jan.             | fév.             | mars             | avril           | mai             | juin           | jui.          | août          | sep.            | oct.            | nov.            | déc.             | année      |
| ------------------------------------- | ---------------- | ---------------- | ---------------- | --------------- | --------------- | -------------- | ------------- | ------------- | --------------- | --------------- | --------------- | ---------------- | ---------- |
| Température minimale moyenne (°C)     | 1,9              | 1,8              | 3,9              | 6               | 9,4             | 12,5           | 14,4          | 14,2          | 11,3            | 8,5             | 4,8             | 2,4              | 7,6        |
| Température moyenne (°C)              | 4,3              | 4,9              | 7,9              | 10,7            | 14,1            | 17,3           | 19,5          | 19,4          | 16              | 12,2            | 7,6             | 4,8              | 11,6       |
| Température maximale moyenne (°C)     | 6,8              | 8                | 11,9             | 15,4            | 18,8            | 22,1           | 24,6          | 24,6          | 20,7            | 15,8            | 10,4            | 7,2              | 15,5       |
| Record de froid (°C) date du record   | −15,8 17.01.1985 | −15,6 13.02.1929 | −10,5 07.03.1971 | −4,1 12.04.1986 | −1,2 07.05.1957 | 0,1 01.06.1936 | 2 09.07.1929  | 4 31.08.1928  | −0,5 20.09.1952 | −5,2 28.10.1931 | −8,9 24.11.1998 | −14,3 22.12.1946 | −15,8 1985 |
| Record de chaleur (°C) date du record | 16 05.01.1999    | 20,3 27.02.19    | 24,7 31.03.21    | 28 18.04.1949   | 30,9 27.05.05   | 36 18.06.22    | 40,6 25.07.19 | 39,1 06.08.03 | 34,6 09.09.23   | 29 01.10.1985   | 21 03.11.1927   | 16,8 07.12.00    | 40,6 2019  |
| Ensoleillement (h)                    | 57               | 806              | 1 337            | 1 758           | 2 017           | 2 096          | 2 223         | 2 163         | 1 769           | 1 168           | 676             | 553              | 17 138     |
| Précipitations (mm)                   | 56,2             | 49,9             | 50,1             | 49,9            | 66              | 57             | 56,3          | 56,1          | 49,8            | 61,8            | 61,2            | 72               | 686,3      |

## Urbanisme

### Typologie
Au 1er janvier 2024, La Verrière est catégorisée grand centre urbain, selon la nouvelle grille communale de densité à sept niveaux définie par l'Insee en 2022.
Elle appartient à l'unité urbaine de Paris, une agglomération inter-départementale regroupant 407  communes, dont elle est une commune de la banlieue,,. Par ailleurs la commune fait partie de l'aire d'attraction de Paris, dont elle est une commune du pôle principal,. Cette aire regroupe 1 929 communes,.

### Évolutions au XXe siècle

#### Années 1960

##### Le quartier de la gare
Les HLM constituant le quartier de la gare sont construits entre 1961 et 1963. Le centre commercial en forme de fer à cheval est livré en 1964.
Les travaux de l'extension de l'institut Marcel Rivière s'opèrent à compter de 1963.
En 1965, le quartier de la gare et l'Institut sont terminés.

##### Orly-Parc
Le chantier de construction du quartier qui allait devenir "Orly-Parc" débute en 1967 ; y sont réalisés simultanément la première tranche cité HLM ainsi que le futur internat "École Régionale du Premier Degré" (élèves du Cours Préparatoire à la 3e)
Ladite tranche de la cité HLM concerne la Rue Georges Lapière ainsi que les rues adjacentes.
Au premier semestre de 1968, les travaux sont bien avancés, le gros œuvre de l'ensemble des bâtiments est terminé et l'ensemble des rues, encore non-revêtues d'enrobé, sont tracées.
Le quartier est livré en 1969.

#### Années 1970

##### L'Agiot
L'entreprise SOFICA, membre du groupe Ferodo, s'installe en 1971 au nord de la voie de chemin de fer dans le quartier de l'Agiot.
La SOFICA devient ensuite le centre de recherche mondial des essuies-glaces de l'équipementier automobile Valéo.
le 27 novembre 2024 Valéo annonce la fermeture définitive du site et propose au 365 salariés restants d'être reclassés sur ses sites de Cergy et Créteil.

##### Bois de l'étang
1972 est l'année de construction de la cité du Bois de l'étang. L'immeuble abritant les escaliers H3 à H6 est le premier sorti de terre.
Un immeuble en tripale est construit au croisement de l'Avenue des Noës et la rue du Bois. Cet immeuble a été détruit en 2007-2008 et remplacé par plusieurs bâtiments dont le Foyer Adoma ainsi que le gymnase.
En moins d'un an le quartier est sorti de terre ex nihilo.
À l'origine, les logements sont destinés aux ouvriers de la régie Renault de l'usine de Billancourt. Une ligne de cars dédiés sera opérée jusqu'au début des années 1990. Dès le début des années 1980, la cité HLM voit sa population évoluer : les ouvriers français et européens quittent leurs locations d'appartements au profit de l'acquisition de pavillons. Ils majoritairement sont remplacés par des populations issues des ex-colonies françaises d'Afrique en moins d'une décennie. Les chocs pétroliers ainsi qu'une baisse de la croissance de productivité entrainent alors une crise économique en France et le chômage de masse, facteur de paupérisation des habitants et d'ethnicisation des dites populations habitant dans ces quartiers.
Dans la continuité de l'opération de démolition de 2008, le quartier devrait connaître une nouvelle opération de réhabilitation et de destruction de certains immeubles,,.

##### Résidence Denis Forestier (MGEN)
La résidence Denis Forestier, située Avenue de Montfort est construite en 1975. Elle sera détruite à compter de 2021.

##### Gare
Le nouveau bâtiment voyageur est inauguré en 1977.
À noter qu'à l'époque, il existe toujours un passage à niveau et un garde-barrière au croisement entre l'Avenue de Montfort et la ligne de Paris à Brest.
Il faut attendre 1981 pour que la création du sous-terrain.

#### Saint-Quentin-en-Yvelines
Dès 1972, la commune fait partie de la ville nouvelle de Saint-Quentin-en-Yvelines,. Le 17 septembre 2003, le comité syndical de la ville nouvelle de Saint-Quentin-en-Yvelines vote sa transformation en communauté d'agglomération qui prend effet le 1er janvier 2004.
La ville respecte la loi relative à la solidarité et au renouvellement urbains. En 2018, La Verrière compte 72 % de logements sociaux.
En mai 2018, un article du Journal du dimanche fait état d'un quartier de la commune où les salafistes ont instauré une police des mœurs.

## Délinquance et faits divers

### Émeutes
En 2005, la ville connaît plusieurs dégradations du faits d'émeutes urbaines : voitures et camions brûlés, mobilier urbain détruit.
En 2023, La Verrière a recensé un total de 378 crimes et délits pour une population de 6 183 habitants . La ville affiche ainsi un taux de criminalité de 61,1 pour mille habitants.
Le 26 juin 2023 au moins deux individus incendient volontairement le Groupe Scolaire du Bois de l’Étang.
Le 23 novembre 2023, deux frères déjà défavorablement connus des services de Police et de Justice sont mis en examens.

### Affaire dite du "diable"
Le 23 octobre 2010 onze ou douze personnes issues de l'immigration d'Afrique subsaharienne, se défenestrent du deuxième étage d'un appartement situé au Bois de l’Étang. Une fillette de 4 ans meurt, le père de famille est blessé au couteau par la sœur de son épouse. Divers blessés.
Les faits mettent en scène M. Francisco Constantin et son épouse d'un côté, Eurydice Kawa et de Benjamin Kawa d'un autre, les neuf enfants des deux couples.
Selon les premiers éléments de l'enquête, Mme Constantin aurait cru que son mari M. Francisco Constantin était le diable. Elle aurait précipité l'ensemble de ses enfants, sa sœur et son beau-frère dans le vide,,.
Après une enquête de police approfondie, des éléments concordants relatent un différend entre les époux vers 3h du matin. L'épouse serait l'élément déclencheur. MM. Constantin et Kawa en seraient venu aux mains,.

## Toponymie
La mention la plus ancienne de la commune est Vuatreias ou Watreias en 768, elle se transforma au Moyen Âge en Vitrerias, La Voirrerie en 1750.
Il est possible que La Verrière occupe la place du village désigné sous le nom de Watreias, faisant partie du premier canton de la forêt d'Yveline qui fut donné par le roi Pépin, en 768, à l'abbaye de Saint-Denis.

### Étymologie
Étymologiquement, endroit où on trouve du verre, ce qui laisse supposer l'existence d'une usine où l'on fait le verre, rendue plausible par la présence de sable siliceux dans le sol. Il peut s'agir du surnom d'une personne, passé en nom de lieu, « domaine de Verrier ».

## Histoire
Les terrains sur lesquels est située la commune appartenaient aux seigneurs de La Verrière, également propriétaires d'un château qui date de 1507.
La paroisse de la Verrière a été créée en 1739 par la fusion de trois hameaux, La Petite-Verrière, la Grande-Verrière et l'Agiot, détachés la même année de la paroisse du Mesnil-Saint-Denis sur la demande du seigneur de l'époque, Jacques Cordier de Launay, conseiller du Roy et trésorier général de l'extraordinaire des guerres.
Devenue une commune à la Révolution, elle reste durant le XIXe siècle une commune de petite taille, bien que sa situation au bord de la grande route de Paris à Chartres (l'actuelle RN10) incite des migrants à s'y installer. En 1836, le recensement de population dénombre 90 habitants. En 1872, il n'y en a plus que 73, et, en 1901, 80 personnes vivent dans la commune.
Pendant l'entre-deux-guerres, la population commence à augmenter sensiblement (+ 102,53 % entre le recensement de 1926 et celui de 1931, + 175,63 % entre celui de 1931 et celui de 1936), mais la commune ne dépasse pas les 1 000 habitants. C'est surtout dans les années 1960 que la population explose et dépasse la barre des 1 000 habitants au recensement de 1962, celle des 2 000 habitants au recensement suivant (1968) et celle des 6 000 habitants sept ans plus tard.

## Politique et administration

### Découpage territorial
La Verrière est dans l'arrondissement de la sous-préfecture de Rambouillet
La commune appartient à la Ville Nouvelle de Saint-Quentin-en-Yvelines depuis sa fondation par la loi du 11 août 1972.
La Verrière fait partie de la 11e circonscription des Yvelines. Cette circonscription regroupe en outre les communes de Bois-d'Arcy, Élancourt, Saint-Cyr-l'École et Trappes.

### Élections municipales et communautaires

#### Liste des maires
| Période                                  | Période                       | Identité           | Étiquette | Qualité |
| ---------------------------------------- | ----------------------------- | ------------------ | --------- | --- |
| Les données manquantes sont à compléter. |                               |                    |           | |
| 1925                                     | ?                             | M. Langlois        |           | |
| Les données manquantes sont à compléter. |                               |                    |           | |
| 1957                                     | mars 1971                     | Robert Petit       |           | |
| mars 1971                                | mars 1977                     | Raymond Obel       |           | |
| mars 1977                                | mars 1983                     | Gérard Lamidey     | PCF       | |
| mars 1983                                | mars 2012,                    | Pierre Sellincourt | PCF       | Vice-président de la CASQY (? → 2014) Démissionnaire                                                                                           |
| mars 2012                                | avril 2016                    | Alain Hajjaj       | PCF       | Cadre d'organisme HLM Démissionnaire |
| avril 2016                               | juillet 2020                  | Nelly Dutu         | PCF       | Professeure des écoles Conseillère communautaire de Saint-Quentin-en-Yvelines (2014 → 2020)                                                    |
| juillet 2020                             | En cours (au 7 novembre 2020) | Nicolas Dainville  | LR        | Cadre de la fonction publique Conseiller départemental du canton de Trappes (2017 → ) 5e vice-président de Saint-Quentin-en-Yvelines (2020 → ) |

### Autres élections
Lors de l'élection présidentielle de 2022, les électeurs de la commune se sont exprimés à 72,93 % pour Emmanuel Macron et à 27,07 % pour Marine Le Pen.
Aux élections européennes du 9 juin 2024, Manon Aubry (LFI) arrive en tête et en plus forte hausse (22,91% contre 7,10% en 2019),, soit un bond de 15 points dépassant largement les 4 points gagnés au niveau national. Dans cette commune, la liste du Rassemblement national de Jordan Bardella arrive deuxième (18,70% contre 15,10% en 2019),, devant Valérie Hayer (13,97% contre 6,77% en 2019),, la liste de Raphaël Glucksmann (PS-Place publique) finissant 4ème avec 14,67% (contre 25,72% en 2019),. La participation est en hausse, à 48,84% contre 45,50%,, mais reste inférieure à la moyenne nationale (52,50%). La même évolution se retrouve dans les sept autres villes populaires des Yvelines, à Trappes et à Mantes-la-Jolie, Les Mureaux ou encore à Chanteloup-les-Vignes, Mantes-la-ville, La Verrière et Poissy.

### Jumelages
- Panicale (Italie) ;
- Diabigué (Mali).
- Kobar (Palestine).

## Population et société

### Démographie

#### Évolution démographique
L'évolution du nombre d'habitants est connue à travers les recensements de la population effectués dans la commune depuis 1793. Pour les communes de moins de 10 000 habitants, une enquête de recensement portant sur toute la population est réalisée tous les cinq ans, les populations de référence des années intermédiaires étant quant à elles estimées par interpolation ou extrapolation. Pour la commune, le premier recensement exhaustif entrant dans le cadre du nouveau dispositif a été réalisé en 2005.

En 2022, la commune comptait 6 142 habitants, en évolution de −1,33 % par rapport à 2016 (Yvelines : +2,72 %, France hors Mayotte : +2,11 %).
| 1793 | 1800 | 1806 | 1821 | 1831 | 1836 | 1841 | 1846 | 1851 |
| ---- | ---- | ---- | ---- | ---- | ---- | ---- | ---- | ---- |
| 114  | 97   | 85   | 79   | 86   | 90   | 90   | 93   | 85   |

| 1856 | 1861 | 1866 | 1872 | 1876 | 1881 | 1886 | 1891 | 1896 |
| ---- | ---- | ---- | ---- | ---- | ---- | ---- | ---- | ---- |
| 83   | 75   | 69   | 73   | 80   | 83   | 64   | 87   | 72   |

| 1901 | 1906 | 1911 | 1921 | 1926 | 1931 | 1936 | 1946 | 1954 |
| ---- | ---- | ---- | ---- | ---- | ---- | ---- | ---- | ---- |
| 78   | 72   | 75   | 87   | 79   | 160  | 441  | 467  | 651  |

| 1962  | 1968  | 1975  | 1982  | 1990  | 1999  | 2005  | 2006  | 2010  |
| ----- | ----- | ----- | ----- | ----- | ----- | ----- | ----- | ----- |
| 1 352 | 2 868 | 6 219 | 6 674 | 6 187 | 6 053 | 6 068 | 6 057 | 5 993 |

| 2015  | 2020  | 2022  | - | - | - | - | - | - |
| ----- | ----- | ----- | - | - | - | - | - | - |
| 6 011 | 6 222 | 6 142 | - | - | - | - | - | - |

#### Pyramide des âges
La population de la commune est relativement jeune. En 2018, le taux de personnes d'un âge inférieur à 30 ans s'élève à 43,8 %, soit au-dessus de la moyenne départementale (38 %). À l'inverse, le taux de personnes d'âge supérieur à 60 ans est de 18,5 % la même année, alors qu'il est de 21,7 % au niveau départemental.
En 2018, la commune comptait 3 300 hommes pour 3 251 femmes, soit un taux de 50,37 % d'hommes, légèrement supérieur au taux départemental (48,68 %).
Les pyramides des âges de la commune et du département s'établissent comme suit.
| Hommes | Classe d’âge | Femmes |
| ------ | ------------ | ------ |
| 0,3    | 90 ou +      | 1,5    |
| 5,3    | 75-89 ans    | 5,9    |
| 11,8   | 60-74 ans    | 12,2   |
| 20,4   | 45-59 ans    | 17,2   |
| 18,0   | 30-44 ans    | 19,8   |
| 22,0   | 15-29 ans    | 21,0   |
| 22,2   | 0-14 ans     | 22,5   |

| Hommes | Classe d’âge | Femmes |
| ------ | ------------ | ------ |
| 0,6    | 90 ou +      | 1,4    |
| 6      | 75-89 ans    | 7,8    |
| 13,5   | 60-74 ans    | 14,8   |
| 20,7   | 45-59 ans    | 20,1   |
| 19,6   | 30-44 ans    | 19,9   |
| 18,5   | 15-29 ans    | 16,8   |
| 21,2   | 0-14 ans     | 19,2   |

### Enseignement
- École régionale du premier degré[67]

En juin 2023, dans le contexte des violences qui font suite à la mort de Nahel Merzouk, une bande d’individus cagoulés met le feu à une école élémentaire et une maternelle du quartier du Bois-de-l’Etang. Les deux établissements de la commune ne sont plus exploitables, ce qui a pour conséquence de laisser 200 élèves sans classe.

### Santé
Deux établissements de soins sont administrés par la Mutuelle générale de l'Éducation nationale (MGEN) :
- l'institut Marcel-Rivière,
- le centre de gériatrie Denis-Forestier.

La section des Yvelines pour l'accueil et le traitement des dossiers des patients de la MGEN s'y trouve également.

### Sports
- Club de football de La Verrière FC.
- Tennis club[69].
- Club de boxe anglaise (Boxing de La Verrière), premier club de France de boxe éducative en 2015[70].
- La commune accueille le départ et l'arrivée de la première étape de la course cycliste Paris-Nice 2023.

## Économie
Plusieurs entreprises, dont une usine Valeo (fermeture prévue en 2025), sont installées dans la zone industrielle de l'Agiot.
La ville rencontre un taux de pauvreté important, à hauteur de 23,3 % en 2019, contre une moyenne nationale de 14,6 %, tandis que presque les deux-tiers de la population vit dans un quartier prioritaire.

## Culture locale et patrimoine

### Lieux et monuments

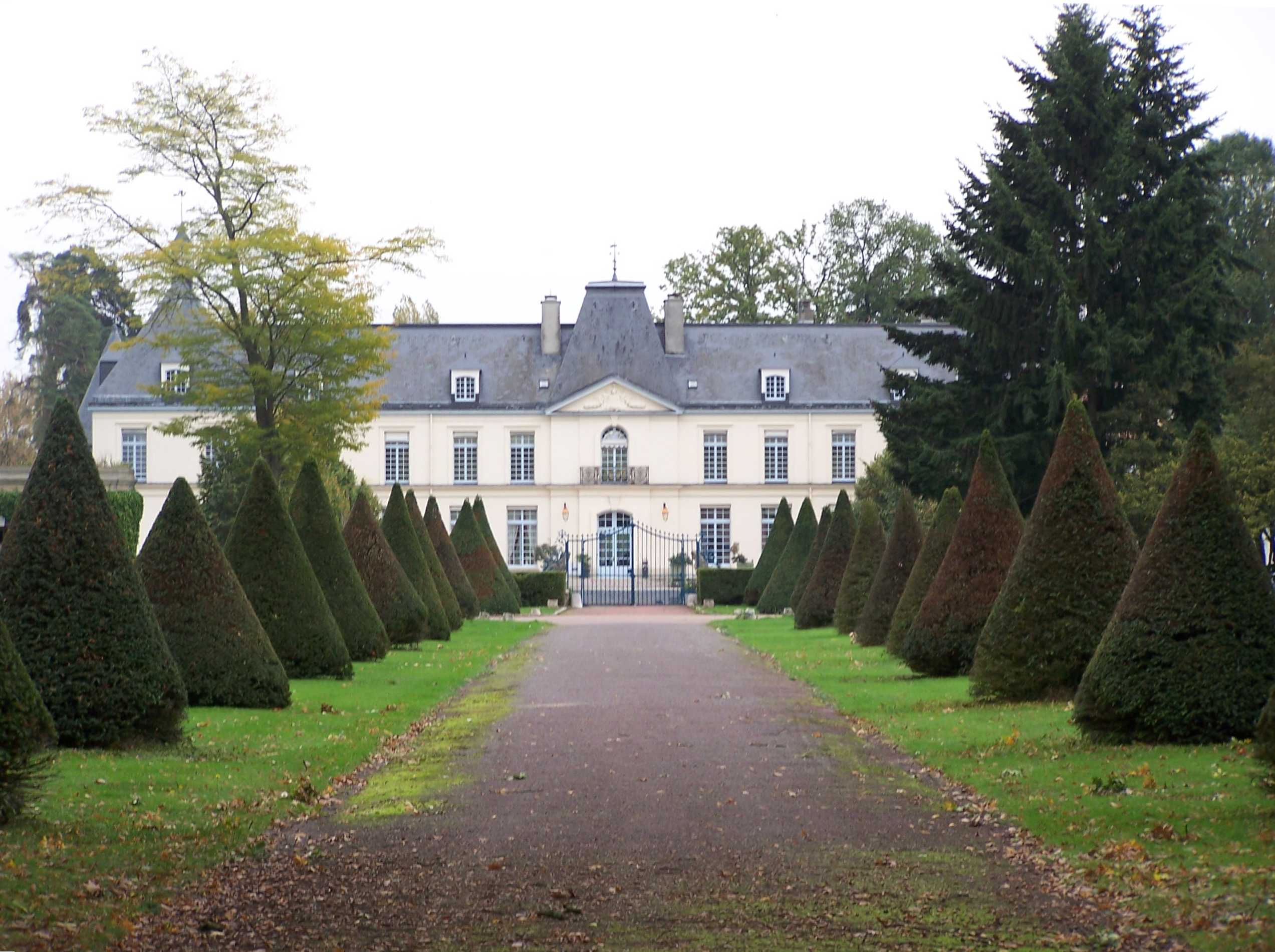
Le château (octobre 2006).

- Château de La Verrière,  Inscrit MH (1945)[72]

### Patrimoine culturel
La commune bénéficie :
- d'une salle de 500 places, « le Scarabée », où se produisent des artistes et où lieu aussi des concerts, ainsi que des rencontres avec des artistes[73],
- de la médiathèque Aimé-Césaire[49].

### Personnalités liées à la commune
- Jean-Luc Grzeskowiak, photographe.
- Louis Althusser, philosophe, est mort dans la commune.

### Héraldique
| Armes de La Verrière | Les armes de La Verrière, créées par l'historien Victor R. Belot, se blasonnent ainsi : écartelé d'azur et de gueules, au premier à trois fleurs de lis d'or, au second à un drapeau écartelé d'argent et de sable à la hampe d'or, au troisième à une coquille d'or, au quatrième à un chevron d'or cantonné en chef de deux étoiles du même et en pointe d'un mouton d'argent. |